# ديديما
ديديما هي مدينة اغريقية قديمة تقع حاليا في غرب تركيا في محافظة آيدين. يعود تاريخ بنائها إلى القرن السادس قبل الميلاد، وعرفت بتواجد معبدين للإلهين أبولو وأرطاميس، هدمها الرومان في القرن الأول قبل الميلاد بسبب تعاونها مع مهرداد ملك البنط. اعاد تراجان بنائها وفي عصر المسيحية تغير اسمها إلى هيرودنا، في حوالي سنة 1300 غزاها الأتراك وقد دمرت المدينة بفعل زلزال ضربها في سنة 1493. يعرفها الاتراك اليوم باسم يوران.